# InfoWars
InfoWars (styliseret som INFOWARS) er en højreradikal amerikansk medieplatform som er kendt for konspirationsteorier og misinformation. Platformen blev grundlagt 6. marts 1999 af Alex Jones, som drev platformen under Free Speech Systems LLC. I 2024 blev platformen opkøbt af Global Tetrahedron – som driver satirehjemmesiden The Onion – ved tvangsauktion.
InfoWars har spredt konspirationsteorier om vacciner, skole- og masseskyderier, valgsvindel, PizzaGate og angrebet på World Trade Center-bygningerne den 11. september 2001.

## Konkurserklæring
I april 2022 meldte InfoWars sig konkurs og søgte om Chapter 11-beskyttelse fra staten Texas. Dette skete samtidig med en retssag, som blev lagt an mod Jones i 2018 af seks forældre, hvis børn var ofre af Sandy Hook-massakren, på baggrund af en række InfoWars programmer, hvori Jones havde hævdet, at massakren var en forfalsket begivenhed. I forbindelse med denne retssag, blev Jones og Free Speech Systems LLC beordret til at stoppe deres ansøgning om Chapter 11-beskyttelse.